# ナチ強制収容所のバッジ

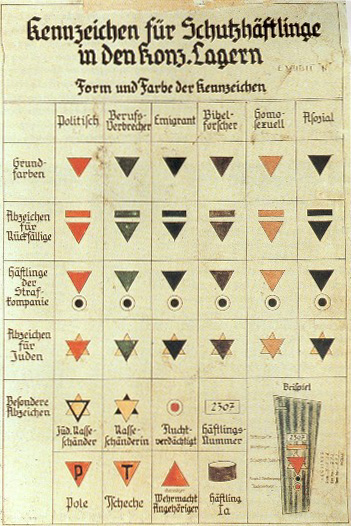
ダッハウ強制収容所につけられているバッジの表

ナチ強制収容所のバッジ（ナチきょうせいしゅうようじょのバッジ、英語: Nazi concentration camp badge）は、囚人がナチスの強制収容所に留置される理由を占領国に示すために用いられた、布のバッジ。主に逆三角形をしており、囚人の上着や下着に縫い付けられた。これら強制的なバッジには示される色や形によって特別な意味があったのである。
以下の説明はダッハウ強制収容所で戦争の初期の前と間に使用されるバッジコーディングシステムに基づく。

## バッジコーディングシステム
その形は、ドイツでドライバーに警告を与える一般的な三角形の道路標識の類推で選ばれた。こうして、その三角形は、その底辺が上に、頂点が下にあったため、逆三角形と呼ばれたのである。
色の塗り分けに加え、いくつかのグループは三角形の上に出身国を示す文字の記章をつけた。例えば赤い三角形に: 「B」（Belgier, ベルギー人）、「F」（Franzose, フランス人）、「H」（Holländer オランダ人）、「I」（Italiener, イタリア人）、「N」（Norweger, ノルウェー人）、「P」（Pole, ポーランド人）、「S」（Republikanischer Spanier, スペイン共和国人）、「T」（Tscheche, チェコ人）、「U」（Ungar, ハンガリー人）である。
バッジにはさまざまな印があった。囚人は一般的に少なくとも二つ、普通六つ以上のバッジを所有していた
また、一部の収容所では「夜と霧の布告」によって逮捕された囚人には大きな黄色い三角形を2枚つけさせた。
このバッジは看守が囚人を一目見ただけでその囚人が何者であるかを判別でき（例：緑色＝犯罪者であり、看守のサポートに適した激しい性格。黒と赤の丸＝脱走犯であり、収容所のフェンスの外で活動する作業班には配属させない。F＝フランス人。フランスから到着した汽車に乗せられた囚人に看守の命令を通訳させる）、看守が囚人に仕事を割り当てる際に利用された。

### 三角形
- 黒の逆三角形 - 
  - 知的障害者
  - 精神障害
  - アルコール依存症患者
  - 薬物乱用者
  - 放浪者
  - ロマ（後に茶の逆三角形に移行）
  - 「反社会的素行」のために投獄された女性、すなわちレズビアン、売春婦または産児制限をした女性
- 緑の逆三角形 - 職業的犯罪者
- 茶の逆三角形 - ロマ
- 桃色の逆三角形 - 男性同性愛者（ゲイ）、強姦犯、幼児性愛者、動物性愛者
- 紫の逆三角形 - エホバの証人及び他の少数の新興宗教の信者
- 赤の逆三角形 - 政治犯、社会主義者、フリーメイソン、アナーキスト（一部の無政府主義者は、黒い三角形も与えられた）国敵である共産主義者の意味で（ナチスが最も嫌いだった政敵である）赤色が選ばれたと推測される

ナチ収容所の三角形バッジの例
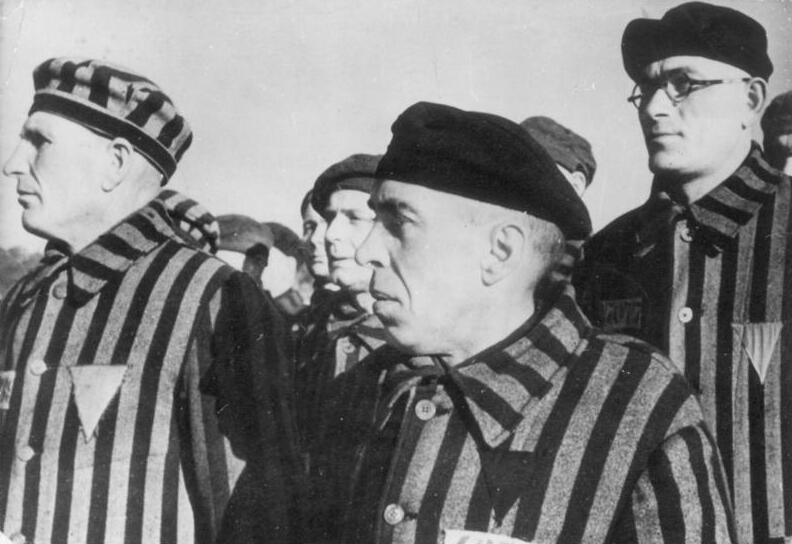
ザクセンハウゼン強制収容所の収容者達。胸元には様々なバッジが見える。
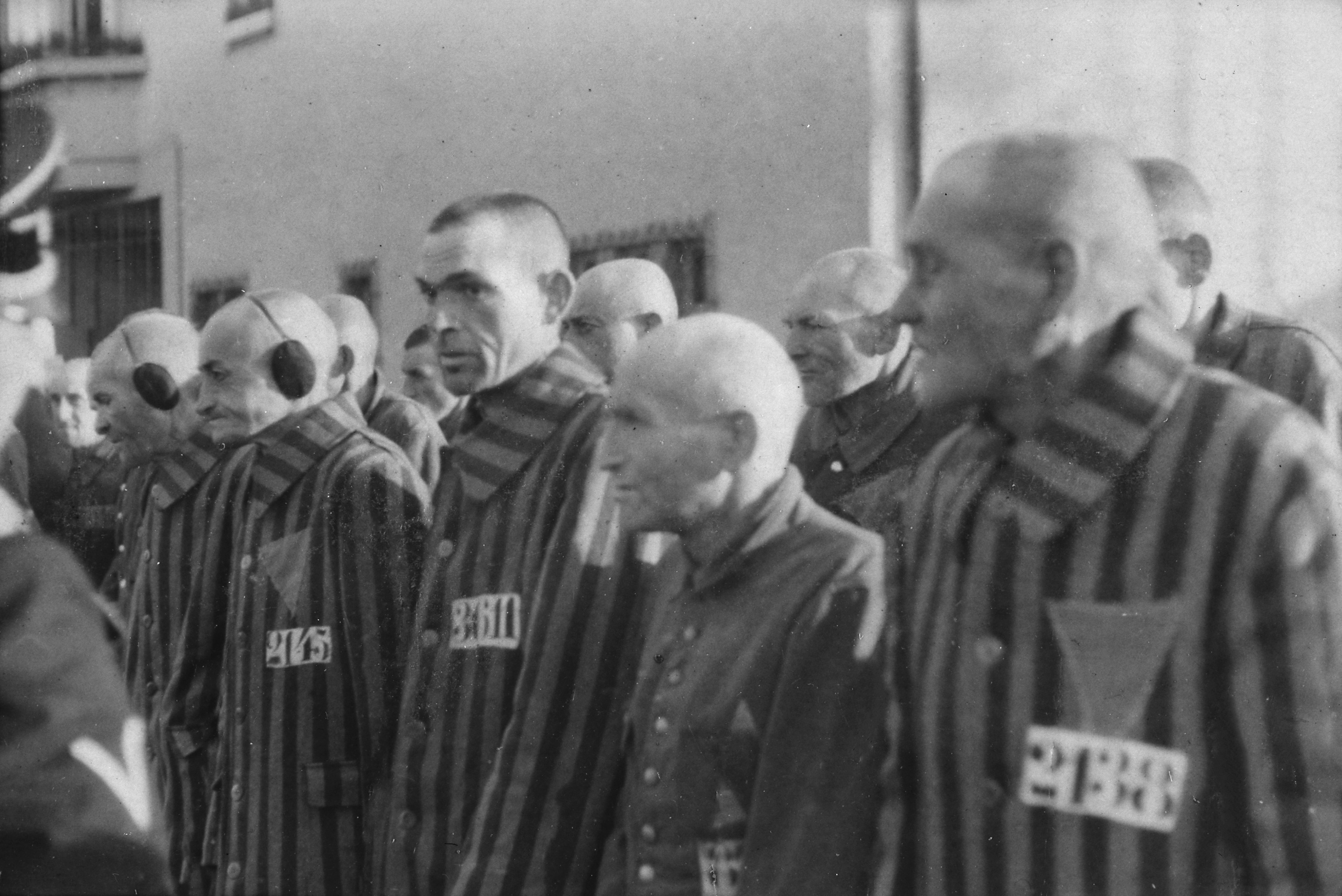
ザクセンハウゼン強制収容所の収容者
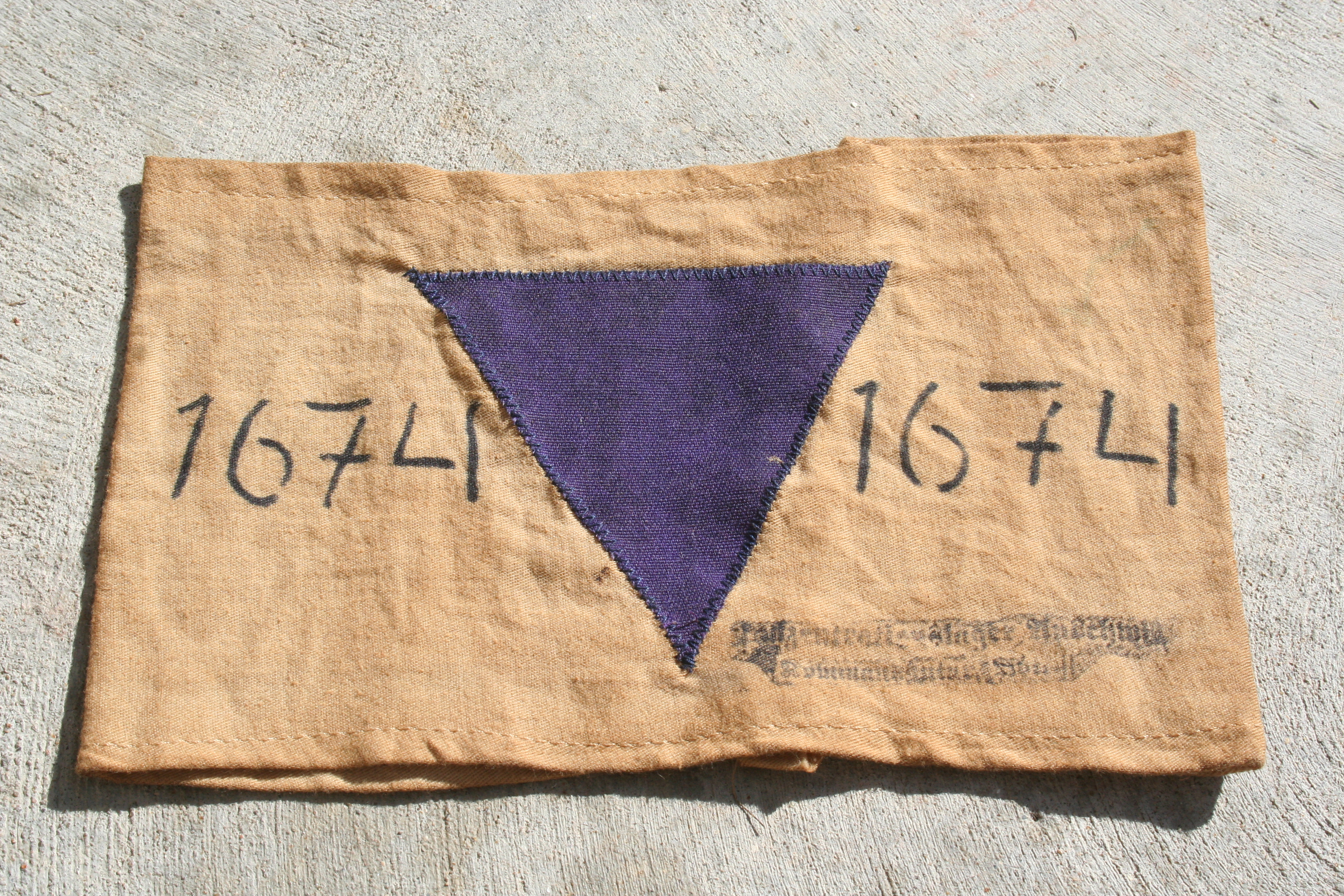
エホバの証人信者に与えられた紫バッジ付き腕章
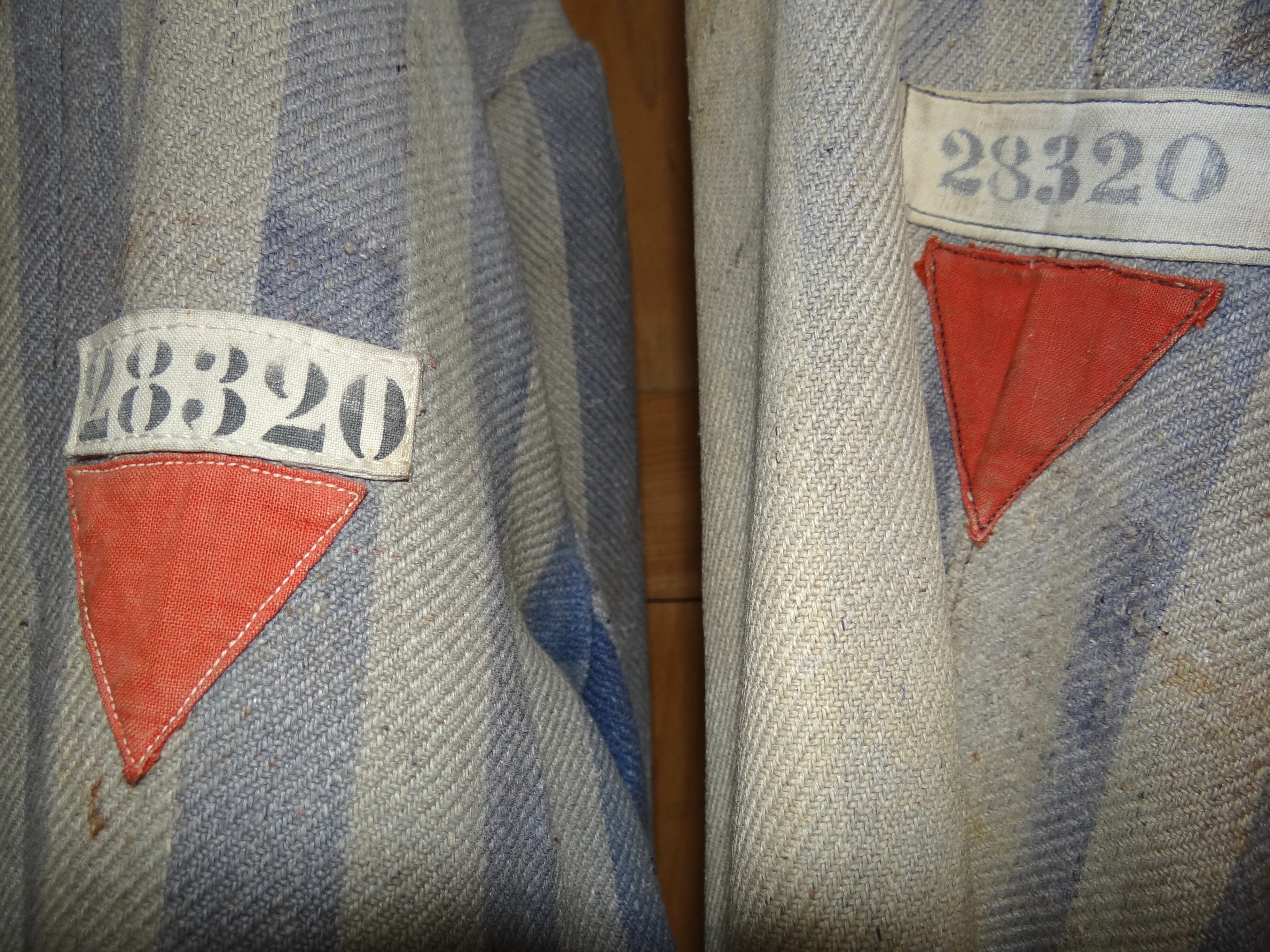
ダッハウ強制収容所の収容者の赤いバッジ
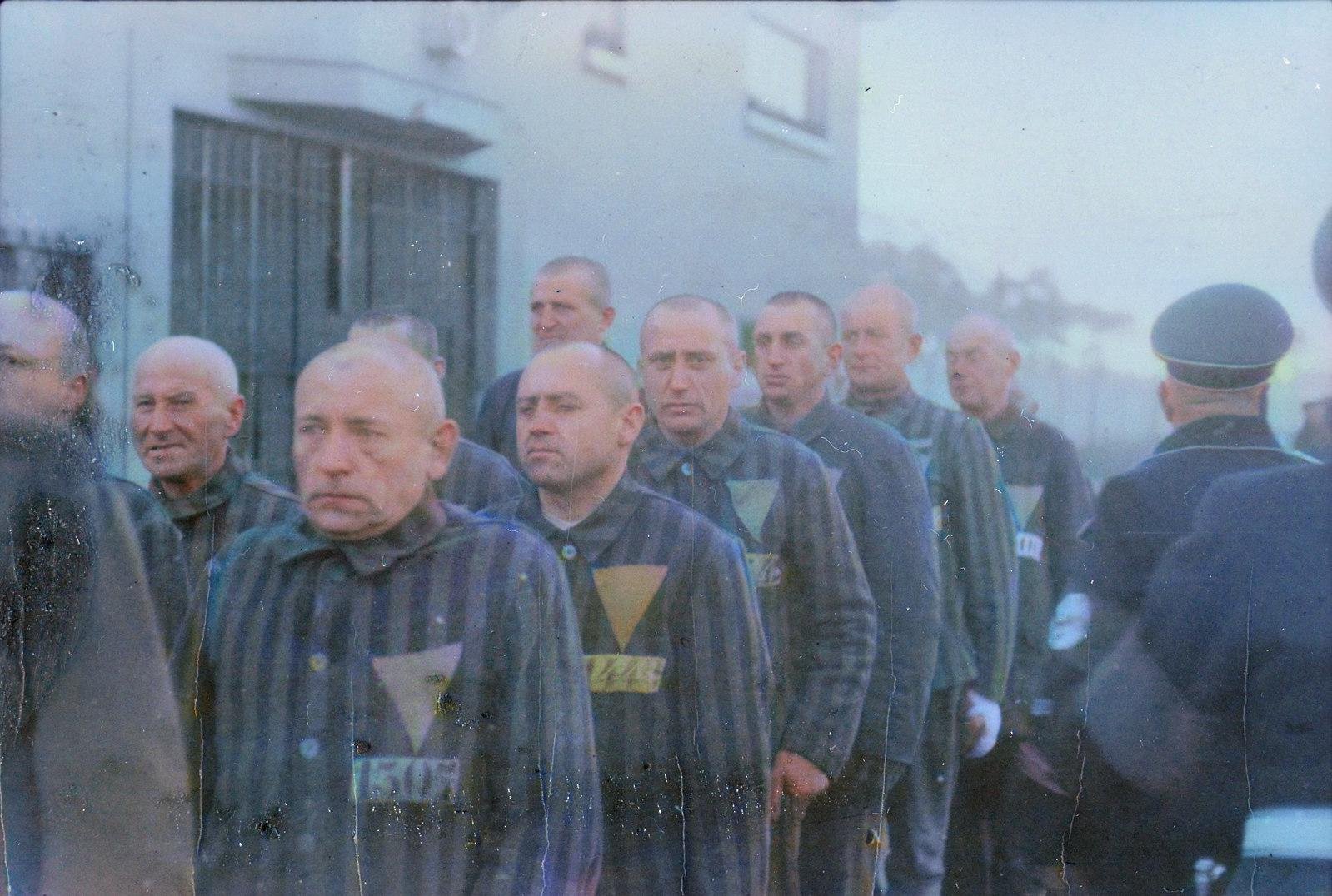
ザクセンハウゼンの収容者（後年にカラー化された写真）
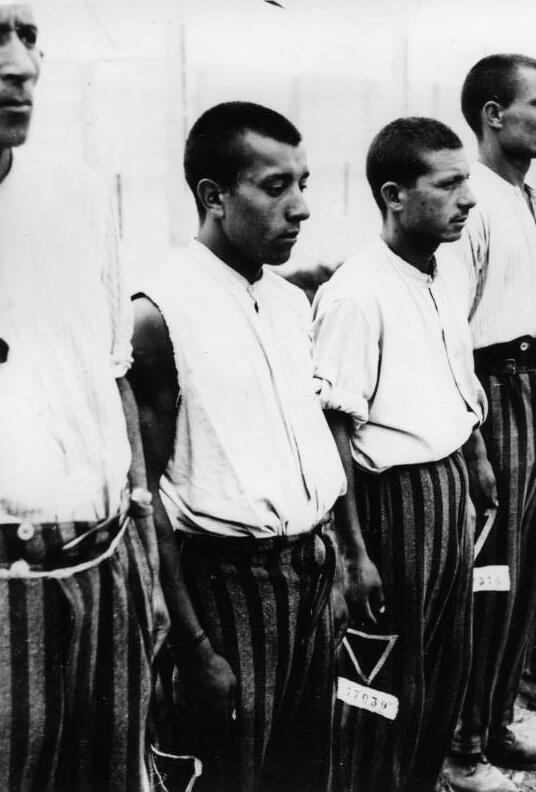
ダッハウのロマ収容者。ズボンの横に全員黒のバッジをつけている。
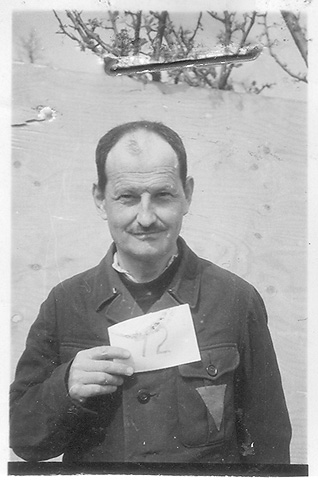
ブーヘンヴァルト強制収容所に政治犯として収監されたオーストリアの経済学者で金融専門家のベネディクト・カウツキー（ドイツ語版）の解放された際の写真。
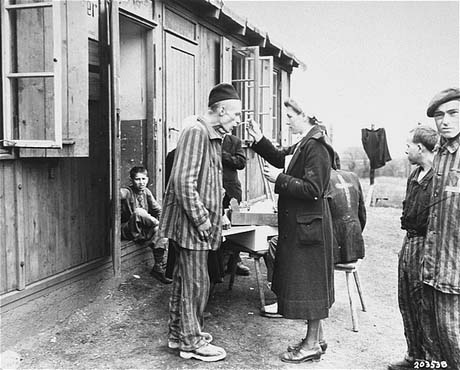
ノイエンガンメ強制収容所から解放された右側の男性の胸にバッジがついている。
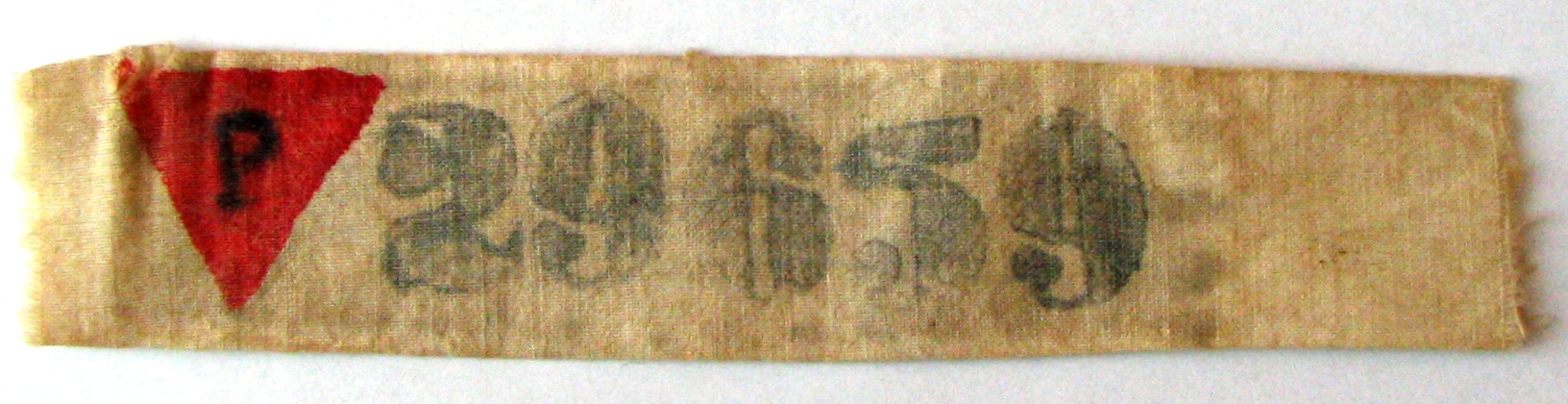
ポーランド人(非ユダヤ人)につけられた赤バッジ

### 二重三角形（ダブル・トライアングル）
全体的にダビデの星をあしらった2つの三角形がイメージされている。
- ダビデの星をあしらい、互いに重ね合わせた二つの黄色い三角形 - 「ユダヤ人」
- ダビデの星をあしらい、赤色の三角形に黄色い三角形 - ユダヤ人の政治犯
- ダビデの星をあしらい、黄色の三角形に桃色の逆三角形を重ね合わせたもの - ユダヤ人同性愛者
- 黒色の三角形の上に置かれる黄色の三角形は、逆三角形か、黄色の三角形の上に置かれる黒い逆三角形を重ねた者 - 異種民族混血の有罪判決を下されたアーリア人（「民族を汚すもの」と言われた）

ナチ収容所の二重三角形バッジの例
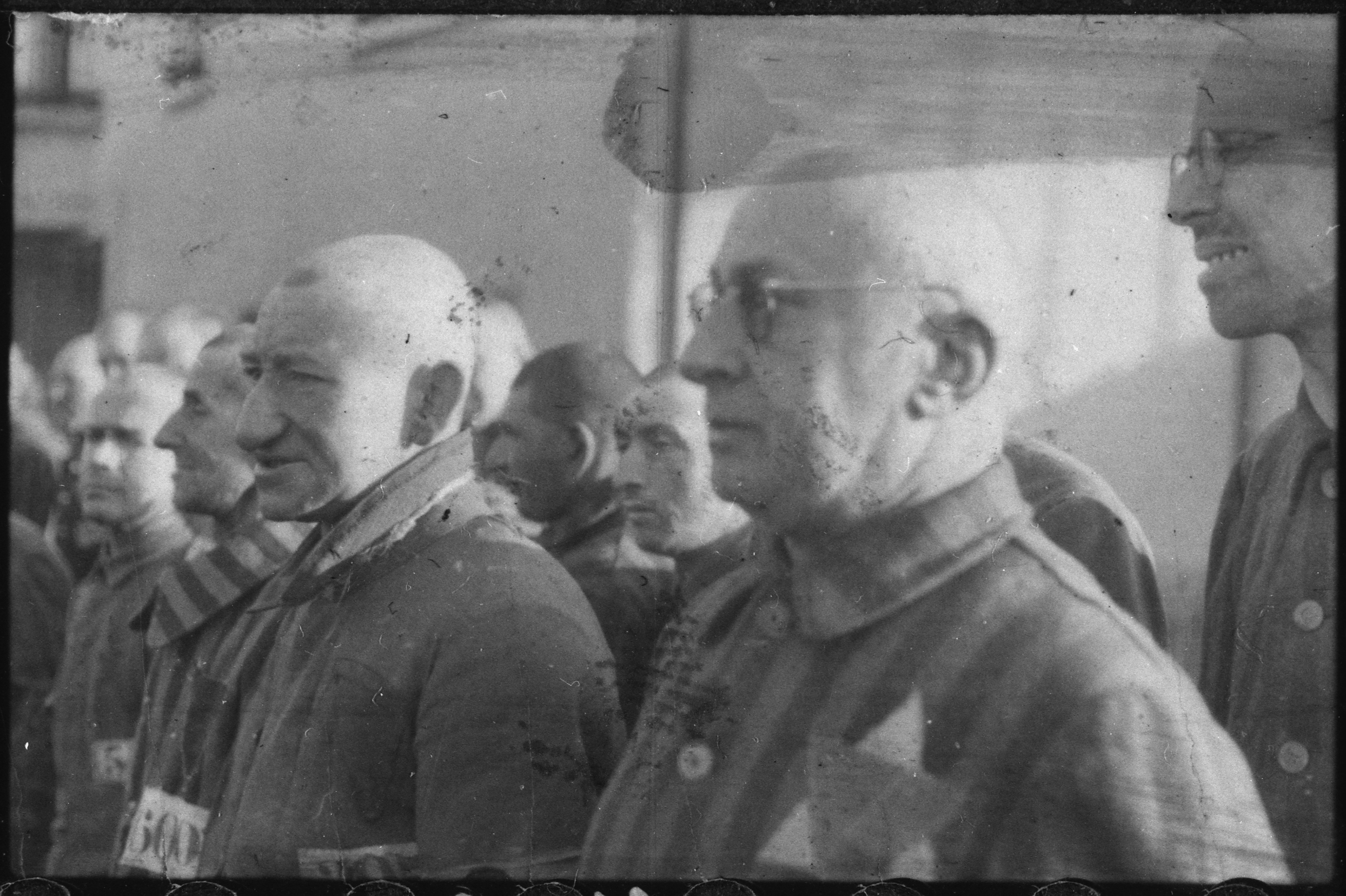
ザクセンハウゼン強制収容所に収容された人々。前方眼鏡をかけた男性の胸に二重三角形バッジが付けられている。
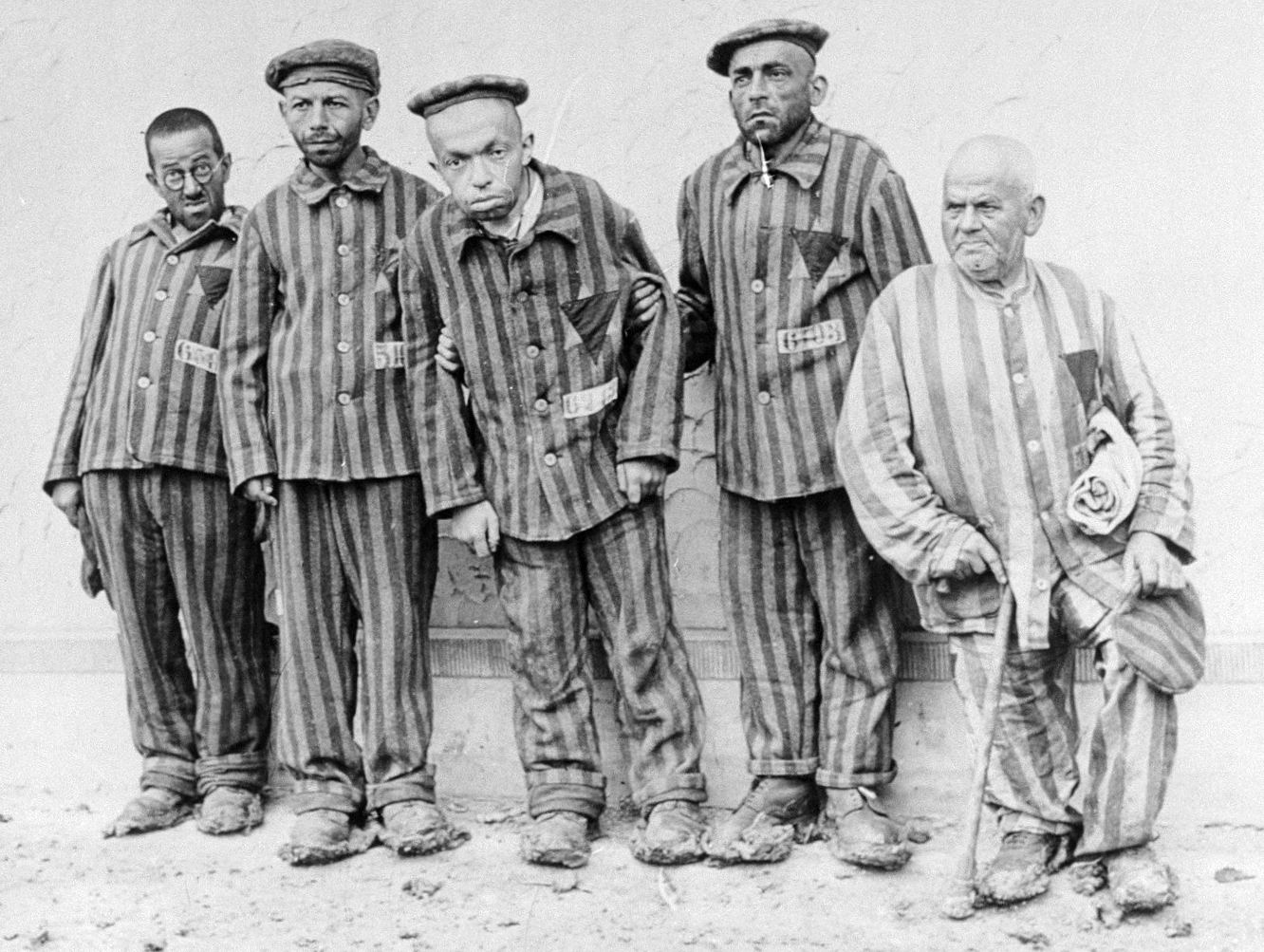
1938年撮影。ブーヘンヴァルト強制収容所に入れられた障害を持っているユダヤ人。
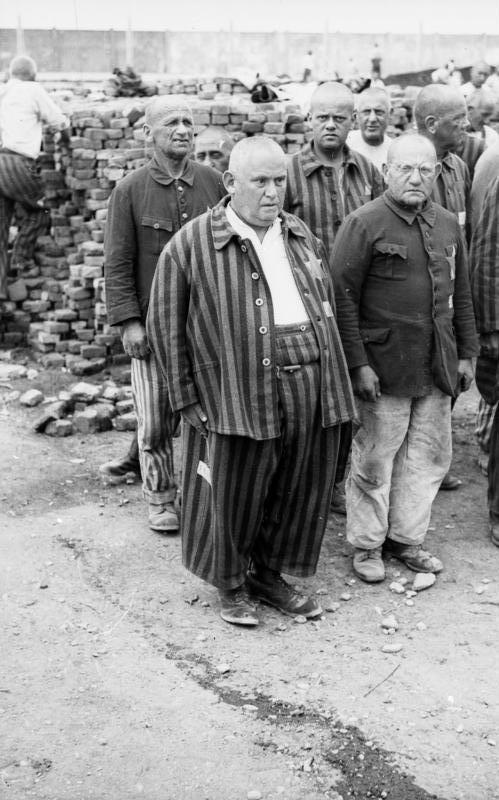
ダッハウ強制収容所の点呼中の写真。
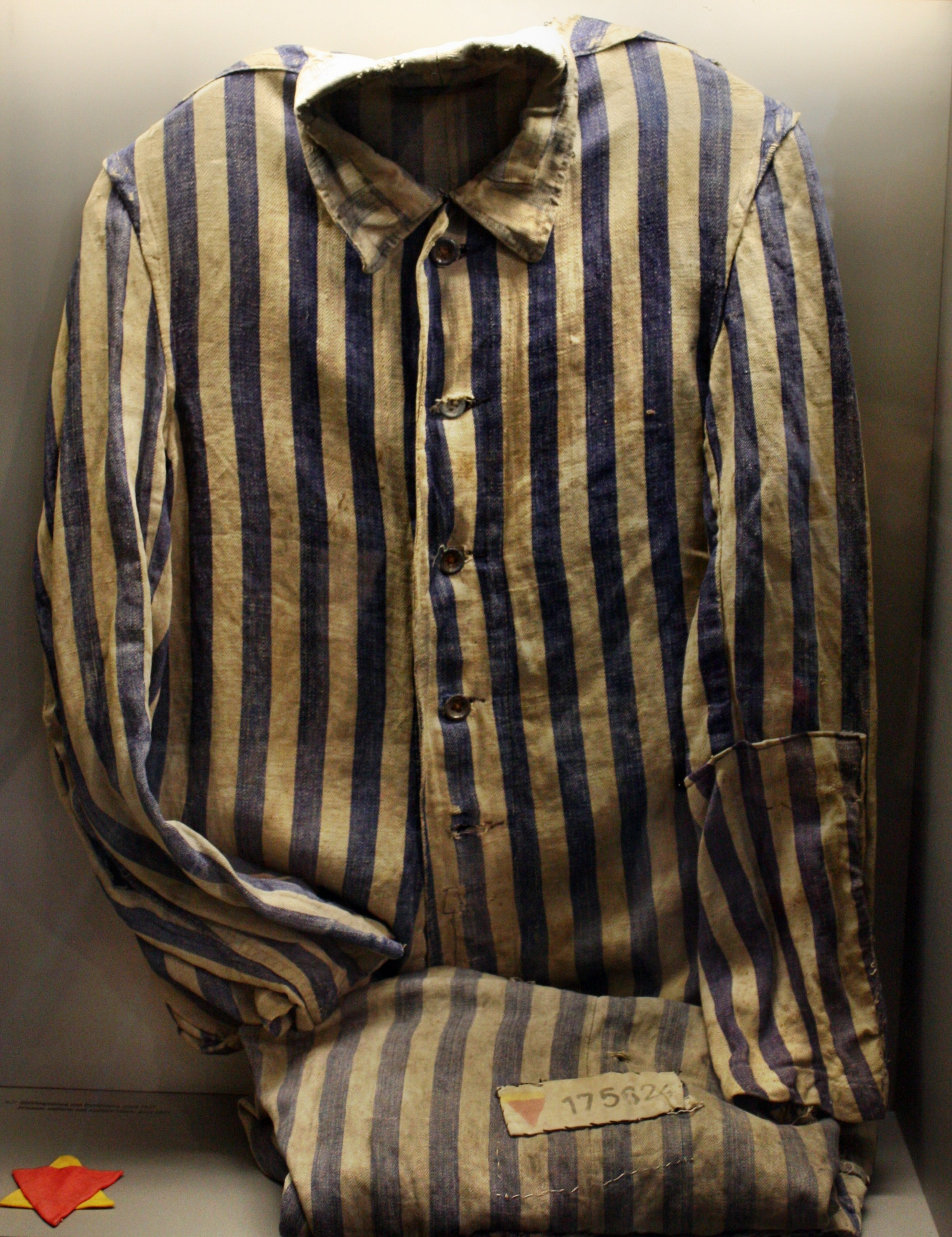
ザクセンハウゼン強制収容所に収容されていた人の服。左下にバッジがある。

## 強制収容所収容者の印の形と色
|                                     | 政治犯 | 職業的犯罪者 | 移民 | エホバの証人 | ゲイ | 非社会的な素行者、 精神障害者、レズビアン | ロマ （ジプシー） |
| ----------------------------------- | ------ | ------------ | ---- | ------------ | ---- | ----------------------------------------- | ----------------- |
| 基本色                              |        |              |      |              |      |                                           |                   |
| 常習犯の印                          |        |              |      |              |      |                                           |                   |
| 刑執行部隊 (Strafkopmanie) の収容者 |        |              |      |              |      |                                           |                   |
| 「ユダヤ人」の印                    |        |              |      |              |      |                                           |                   |

| 男性人種不浄者                                  | 女性人種不浄者                              | 逃亡犯                                           | 収容者番号 特別収容者：茶色の腕章 | 正式な記号は以下の順に配置された:収容者番号、常習犯を表す縞模様、三角形もしくは星形、刑執行部隊収容者、逃亡犯 |
| ポーランド人: "P"の入ったレッド・トライアングル | チェコ人: "T"の入ったレッド・トライアングル | 国防軍の軍人: 単一のレッド・トライアングルの逆さ | 収容者番号 特別収容者：茶色の腕章 | 正式な記号は以下の順に配置された:収容者番号、常習犯を表す縞模様、三角形もしくは星形、刑執行部隊収容者、逃亡犯 |